# Alpaida championi
Alpaida championi este o specie de păianjeni din genul Alpaida, familia Araneidae. A fost descrisă pentru prima dată de O. P.-cambridge, 1889. Conform Catalogue of Life specia Alpaida championi nu are subspecii cunoscute.